# 1 Pułk Jugosłowiański im. Matii Gubca
1 Jugosłowiański Pułk im. Matii Gubca (ros. 1-й Югославянский полк Матия Губец, serb.-chor. Prvi Jugoslavenski puk u Sibiriji) – ochotnicza jednostka wojskowa złożona z Serbów, Chorwatów, Słoweńców i Bośniaków podczas wojny domowej w Rosji
Wiosną 1918 r. kompania Serticia ze składu Serbskiego Batalionu Uderzeniowego przybyła do Moskwy, zaś w czerwcu tego roku znalazła się w Samarze. Stamtąd przemaszerowała przez Czelabińsk i Nowonikołajewsk do Tomska. W grudniu kompania została rozwinięta w Tomski Batalion Serbski pod dowództwem kpt. Rukaviny, podlegający 2 Dywizji Czesko-Słowackiej z Korpusu Czechosłowackiego. Na pocz. 1919 r. batalion przekształcono w 1 Pułk Jugosłowiański im. Matii Gubca. Został on nazwany na cześć chorwackiego powstańca chłopskiego z XVI wieku. Pułk składał się z trzech batalionów: serbskiego, chorwackiego i słoweńskiego. Ponadto w batalionach istniały kompanie uderzeniowe złożone z Bośniaków i Serbów z Krajiny, a także kompania karabinów maszynowych i kompania inżynierska. Pułk miał 2 samochody opancerzone "Hajduk" i "Rijeka". Żołnierze pułku wraz z 12 Pułkiem Czesko-Słowackim pełnili służbę garnizonową w Tomsku. Od listopada 1919 r. ochraniali odcinek Kolei Transsyberyjskiej w rejonie Niżnieudinska. Na pocz. stycznia 1920 r. Batalion Słoweński został przeniesiony do miasta Tułun, gdzie też ochraniał linię kolejową. Pozostałe bataliony z dowództwem pułku pozostawały w Niżnieudińsku do 30 stycznia 1920 r., kiedy – wobec ofensywy wojsk bolszewickich – wraz z 12 Pułkiem Czesko-Słowackim zaczęły się wycofywać w kierunku Irkucka. Kiedy pułk tam się tam znalazł, jego dowództwo dowiedziało się o porozumieniu Korpusu Czechosłowackiego z bolszewikami. W rezultacie 16 lutego Bataliony Serbski i Chorwacki na czele z mjr. Serticiem przeszły na stronę bolszewików, po czym zostały przeformowane w 1 Jugosłowiański Batalion Sowiecki i włączone w skład 3 Dywizji Internacjonała. W czerwcu 1920 r. batalion został z kolei przemianowany na 3 Batalion Obrony Linii Kolejowych i przeniesiony do Piotrogradu, gdzie przekształcono go w kompanię jugosłowiańską 2 Moskiewskich Kursów Piechoty. Natomiast Batalion Słoweński i kompania inżynierska, które były wcześniej odłączone od reszty pułku, przemaszerowały na Zabajkale, gdzie dołączył do nich Serbski Dywizjon Konny ze składu Ochotniczego Pułku Serbów, Chorwatów i Słoweńców im. Majora Blagoticia, wziętego do niewoli przez wojska bolszewickie. Połączone oddziały przybyły do Czyty. W poł. kwietnia 1920 r. przeszły do Władywostoku, gdzie podporządkowały się Jugosłowiańskiej Misji Wojskowej. Ich liczebność osiągnęła ok. 3 tys. żołnierzy. 21 lipca pierwszych 1,4 tys. żołnierzy opuściło Władywostok na okręcie "Kildonan Castle". Pozostali zrobili to 3 sierpnia na okręcie "Himalaya". Po pewnym czasie przybyli oni przez Singapur i Port Said do Królestwa SHS, gdzie sformowano z nich pułk Dywizji Wardarskiej. 25 października 1921 r. pułk ten został nazwany 21 Pułkiem Czechosłowackim.
Dowództwo 1 Pułku Jugosłowiańskiego im. Matii Gubca wypuściło w Rosji serię znaczków pocztowych i zorganizowało własną pocztę.